# Тобия бен-Элиезер
Тобия (Тувия, Товия) бен-Элиезер (ивр. טוביה בן אליעזר‎) — выдающийся византийский раввин-талмудист и литургический поэт XI века, автор «Леках Тов» (или «Песикта Зутарта»; 1097).

## Биография
Тобия называет своего отца — Элиезера — «великим»; в другом месте он упоминает ο резне в Майнце в 1096 г.; на основании этих двух данных Цунц делает предположение, что Тобия был родом из Майнца и сыном рабби Элиезера бен-Исаак га-Гадол, которого Давид Конфорте считал учителем Раши.
Тобия обнаруживает знакомство с магометанскими обычаями и часто вступает в полемику с караимами; из этого Рапопорт делает заключение, что конец своей жизни Тобия провёл в Палестине. С другой стороны, Соломон Бубер на основании некоторых соображений полагает, что Тобия родился в городе Кастории; сам Тобия в комментарии к «Когелет» называет своим учителем рабби Самсона, которого Бубер отождествляет с раввином Самсоном, цитируемым Раши в комментарии к Исаии, 58:14, и Амосу, 6:3.

## «Леках Тов»
Свое сочинение Тобия озаглавил «Леках Тов» (לקח טוב). Из разных дат, имеющихся y Тобии в этом сочинении, можно заключить, что оно написано в 1097 г. и пересмотрено в 1107 г. или в 1108 г. Под этим же заглавием оно цитировалось Ибн-Эзрой, Ашери и другими. Но с 1550-х годов оно упоминается чаще под другим заглавием — «Песикта Зутарта» (буквально «Меньшая Песикта»). Ошибочное заглавие присвоено издателями рукописи (Венеция, 1546), содержавшей его вторую часть (комментарии к Левиту, Числам и Второзаконию) и не имевшей заглавия: они заметили, что всякий стих начинался с аббревиатуры פם׳ (= פםקא, «отрезок», «параграф»), и решили, что всё сочинение называется «Песикта». Из-за этого Гедалия ибн-Яхья, Гейльприн, Азарья деи Росси и другие путали «Леках Тов» с «Песикта Раббати».
Сочинение «Леках Тов» — наполовину комментарий, наполовину агадический сборник. Оно относится ко всему Пятикнижию и Пяти Мегиллот. Каждое недельное чтение начинается библейским стихом со словом «тов». В самом тексте часто встречаются замечания «Я, Тобия бен-Элиезер» или «Тобия сказал». В своих интерпретациях библейских и агадических мест из Талмуда и послеталмудической литературы автор обнаруживает хороший стиль, ясность и сжатость изложения. Арамейские мидраши он передает хорошим еврейским языком. Комментируя заповеди, он приводит много галахот из разных сборников, особенно из «Шеелтот» (She’eltot) Ахаи-гаона; часто дает собственные толкования.
Как грамматик Тобия придерживается мнения, что в Пятикнижии нет лишней или пропущенной буквы, и основывает многие агадические интерпретации на «кри» и «ктив». Характерной чертой его экзегезы является аллегорическое понимание антропоморфичных выражений в библейских книгах. Изречения рабби Ишмаэля в «Гехалот» он считает фигуральными. Подобно другим комментаторам, он некоторые библейские слова переводит на язык своей страны (греческий).
Сам Тобия редко называет источник, которыми пользовался; он пользовался Таргумом Онкелоса (арамейским переводом Библии), Барайтами рабби Исмаила и рабби Элиезера бен-Иосе га-Гелили, Сифра, Сифре, Мехилтой, Седер Олам, Сефер Йецира, обоими Талмудами (вавилонским и палестинским) и многими мидрашами.
«Леках Тов» послужил авторитетным источником для позднейших библейских комментаторов, галахистов и казуистов. Впервые сочинение издано в Венеции в 1546 г. (лишь вторая часть, a именно комментарии к Левиту, Числам и Второзаконию). Эта же часть была впоследствии переиздана с латинским переводом в «Thesaurus Antiquitatum Sacrarum» Уголино (XV—XVI) и рабби Аароном-Моше Падуей (Aaron Moses Padua) под заглавием «Midrasch Lekach Tob» (Вильна, 1880) с кратким комментарием, или биур. В 1884 г. Соломон Бубер в Вильне издал первую часть комментария к Бытию и Исходу, с обширным вступлением и примечаниями. Третья часть, содержащая комментарии к «Пяти Мегиллот», к началу XX века не издавалась; извлечения из неё публиковал Еллинек в 1855 г. Комментарий к Плачу Иеремии издан Нахтом во Франкфурте-на-Майне в 1895 г.; комментарий к Книге Руфи — Бамбергером в Майнце в 1887 г.
Сохранились четыре стихотворения Тобии:
- пролог и эпилог к его комментарию к Бытию в форме акростиха «Тобия бар-Элиезер Хазак»,
- небольшой акростих «Тобия», являющийся эпилогом к кн. Левит,
- одна селиха, начинающаяся словами «Эhйе ашер эhйе».